# Бальванера (Буэнос-Айрес)
Бальванера (исп. Barrio Balvanera) — один из районов Буэнос-Айреса. Бальванера — западный политический и финансовый центр Буэнос-Айреса. Название района произошло от одноименной местности, и было утверждено муниципальным Постановлением № 26607 (4 мая 1972).

## География
Район ограничен проспектом Независимости, Авенидой Энтре-Риос, Кальяо, Авенидой Кордоба, Gallo, авенидой Диас Велес, Санчес де Бустаманте, улицей Санчес де-Лория. Район граничит с районом Реколета на севере, Сан-Николас и Монсеррат на востоке, на юге с районом Сан-Кристобаль, и районом Альмагро на западе.
Он имеет площадь около 4,34 квадратных километров, а население согласно переписи 137 521 жителей в 2001 году. Его плотность населения 31686,8 чел / km².

## Происхождение названия и другие названия
Официальное название, Бальванера, приходит от прихода Богоматери Бальванера, построенного в 1831 году, который получил название от монастыря Бальванера в области Риоха (Испания), упоминаемого в 1016 году как "val veneto".
Территория вокруг пересечения проспектов Коррьентес и Пуэррейдон носит название Once, происходит от железнодорожной станции Estación Once de Septiembre. Это название используется в качестве альтернативы названию площади Пласа Мисерере, где находится мавзолей президента Бернардино Ривадавия. Часть района иногда называют Congreso из-за расположенного к востоку от района Бальванера, здания Национального Конгресса. Наконец, северо-западная часть района Бальванера известна как Abasto, в память о старом рынке Abasto, который сегодня является торговым центром.

## История

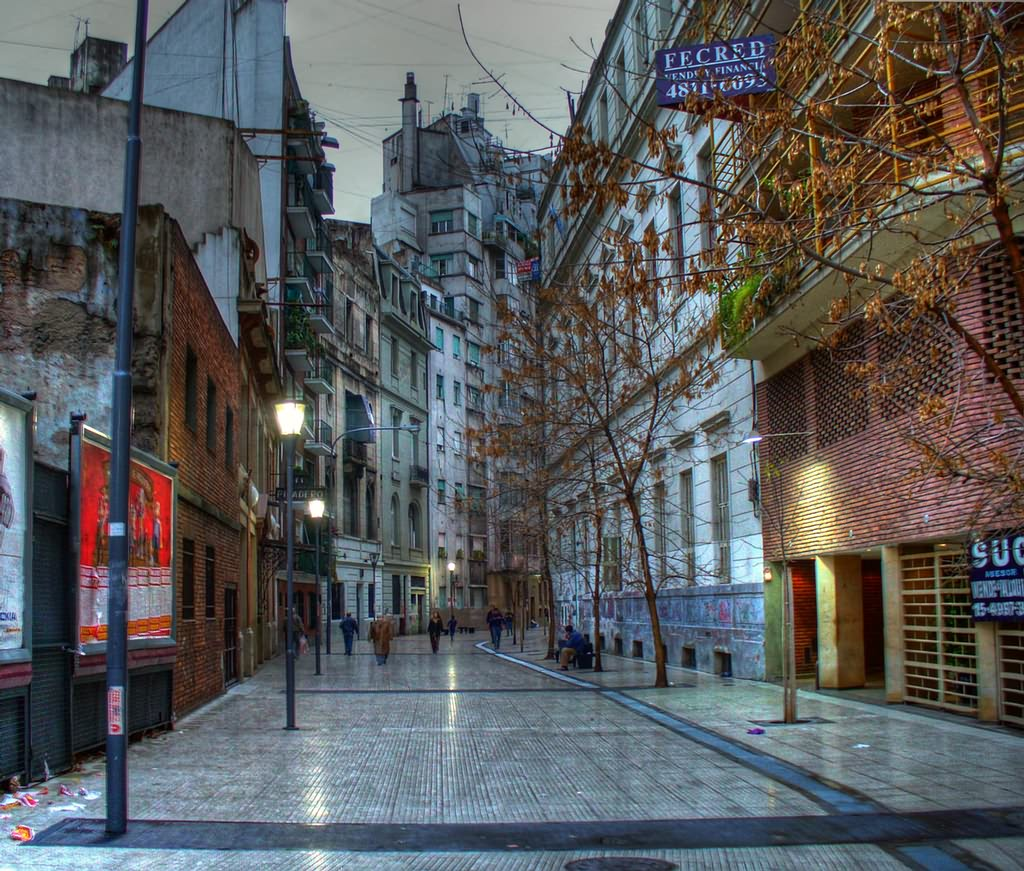
Дисеполо Энрике Сантос, здесь он провел первую железную дорогу в стране, сейчас пешеходный центр.

В XIX веке Бальванера считался пригородом Буэнос-Айреса. По переписи 1836 года численность населения составила 3625 жителей. Почти все они жили в quintas (мелкие хозяйства), поэтому район был известен как  las quintas. Его главная аллея, уходящая на запад, называлась Camino Real del Oeste, в настоящее время проспект Ривадавия. К середине 19 века, здесь была построена железнодорожная станция Западной железной дороги. Место, где она была расположен, известный как Quinta de Miserere. В 1814 году она была известна как бойни Мизерере, и к 1850 году получила название Рыночной площади или 11 сентября. А с 1947 года называется Плаза Мизерере. На этой площади были собирались добровольцы, которые отвоевали город когда в 1806 году в Буэнос-Айрес вторглись англичане, и во время Второго английского вторжения в 1807 году, их войска были разгромлены в этом месте. Рынок работал до 11 сентября 1882 года, даты, по которой интендант Торквато де Альвеар определил что на этом месте будет располагаться площадь. В 1913 году здесь прошел капитальный ремонт, и начато строительство станции метро под площадью.
Бальванера имел сильную политическую традицию, которая царила в районе (нынешний избирательный участок 9) с лидером Адольфо Альсина, а также с лидерами Гражданского радикального союза, Леандро Алемом и Ипполито Иригойеном. 1900 год вошёл в историю города и района с многими избирательными протестами. В это время естественный рост и развитие железной дороги, проходящей через район, позволило району стать частью города.
Первая перепись населения в районе Бальванера состоялось в 1833 году и показало 3135 человек, в то время как население города Буэнос-Айрес составляло 62 228 жителей. Вторая перепись 1855 года составил 5936 жителей в районе.

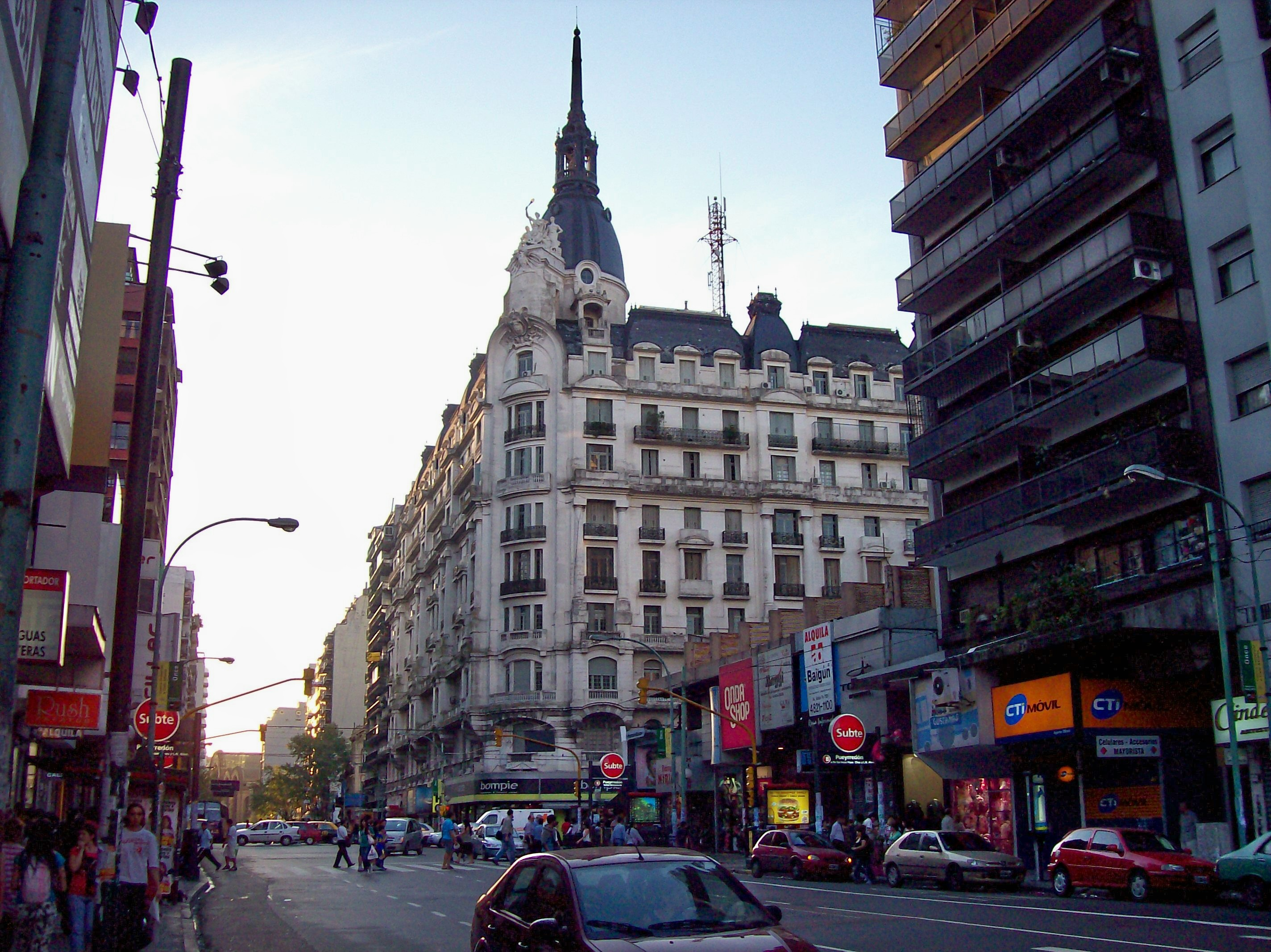
угол улиц Авенида Корриентес и Авенида Пуэйрредон

20 декабря 1882, на месте существовавшей когда-то железнодорожной станции в центре города, был построен один из трех основных железнодорожных терминалов в Буэнос-Айресе. Он был построен в стиле неоренессанса голландским архитектором Джоном Дойером между 1895 и 1907 годами.
Благодаря подавляющему количеству населения из иммигрантов Бальванера стал известен как район милонг (танцевальных мест) и танго. В 1909 году в районе Бальванера было 25,6% итальянского населения, немного выше, чем 22,7% среди населения города Буэнос-Айрес. Рядом с этим районом и до площади Мизерере, поселились евреи из России.
Открытие Меркадо дель Абасто в 1934 году означало что местность будет коммерческим районом. В конце 1970-х годов, появляются магазины импортной электроники, сохраняя свои традиции в текстильной области; появляются общины корейских и китайских иммигрантов, которые проявляют значительное присутствие в различных коммерческих предприятиях.

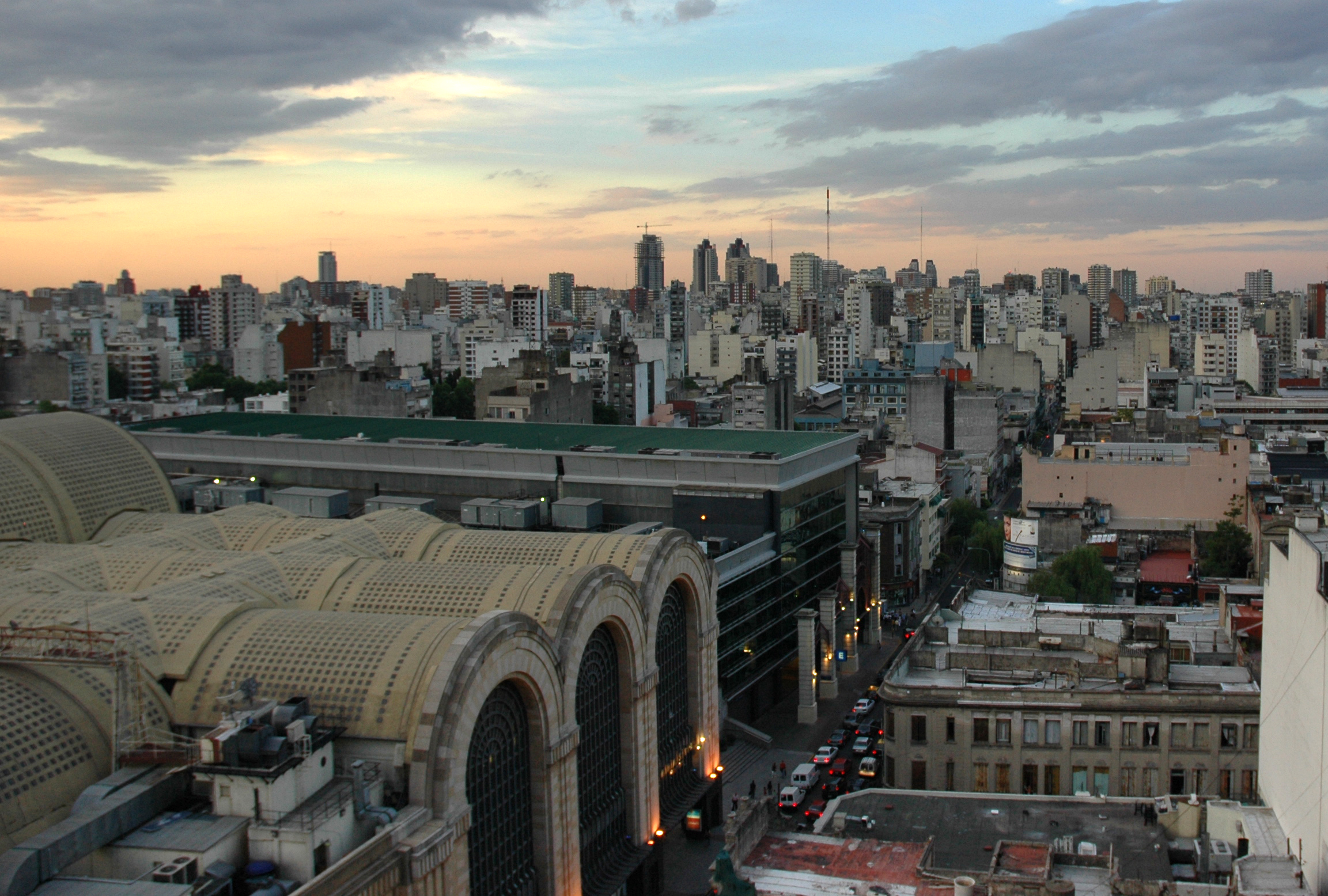
Вид на Abasto Shopping

В декабре 2004 году в городе произошла трагедия, пожар в ночном клубе «Республика Кроманьон», в котором 194 человек погибли во время концерта Street, а в феврале 2008 года произошёл пожар на Лавалль 2257, один из самых опасных на протяжении всей истории города (продолжался 30 часов). В феврале 2012 произошла Железнодорожная катастрофа, погибли пятьдесят один человек.
В настоящее время они зарегистрировано более 25 тысяч магазинов в районе Бальванера, отчасти потому, что местные правила благоприятствуют торговле. Многие жилые здания предоставляют первый этаж для одного или нескольких магазинов.

## Сообщества

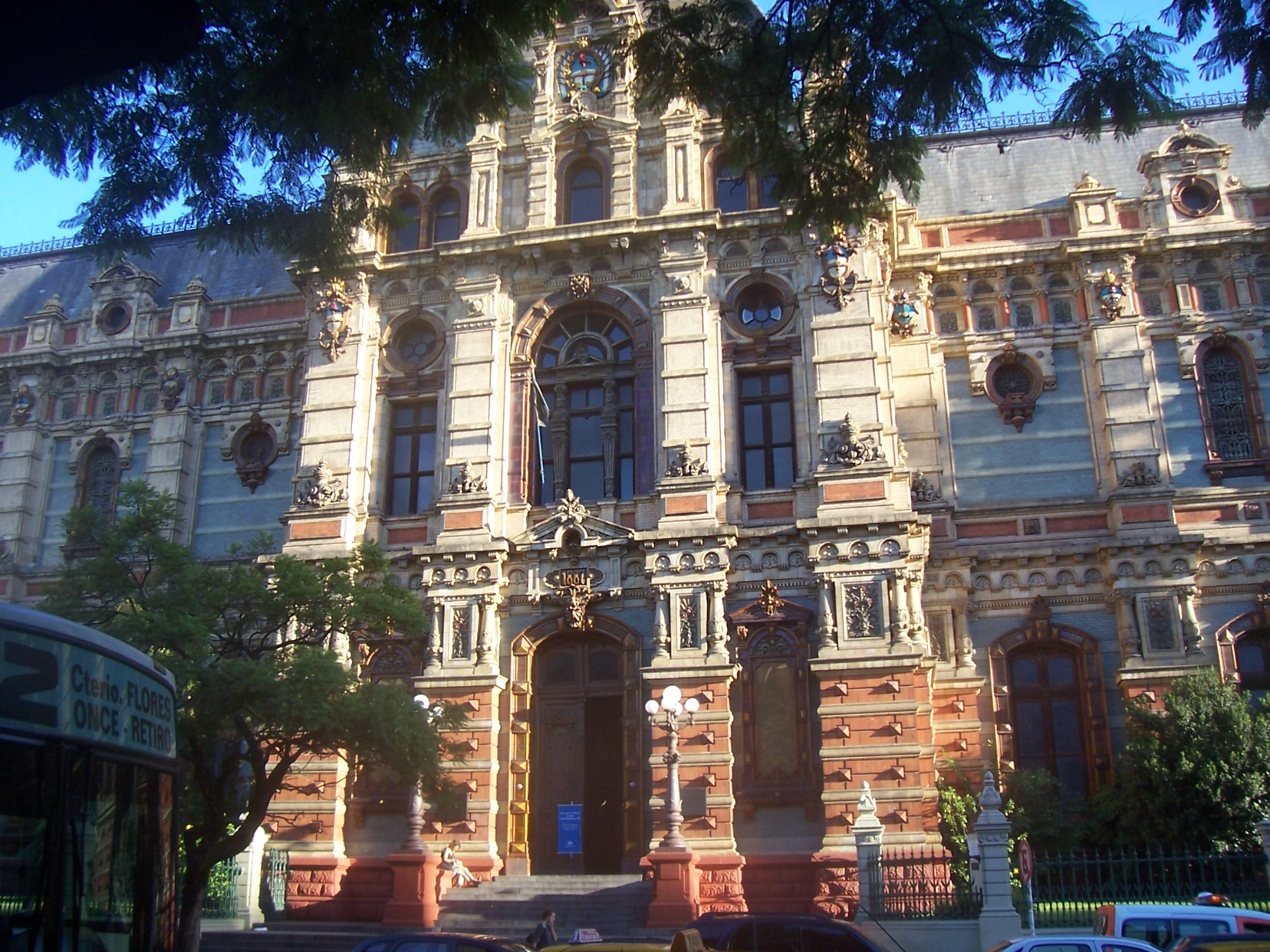
Паласио де Агуас Корриентес

Арабская община имеет в своей собственности магазины и офисы к югу Конгресса, недалеко от района Сан-Кристобаль. Существует также большое сообщество корейцев приехавших в 80-х и в последнее время, в районе также живут тысячи иммигрантов из Боливии Южная часть района заселена иммигрантами из Галисии, и отличается своей оживленной торговлей мебелью магазинами расположенными на проспекте Бельграно. В течение первых двух десятилетий XX века, часть район граничащая с районом Корриентес была выбрана в качестве дома для еврейской общины в Буэнос-Айреса, с синагогами и еврейскими клубами, штаб-квартира AMIA и еврейского театра IFT. Она также направлена на торговлю текстильной продукцией, которая, в свою очередь привлекает группы общин арабов и армян. Площадь оптового рынка фруктов и овощей занимают итальянцы и креолы.

## Характеристики
Бальванера находится к западу от общепризнанного центра Буэнос-Айреса, образованного районами Сан Николас и Монсеррат, а на юге, пересекая проспект Кордова, известный в прошлом Баррио-Норте, который на самом деле является пригородом района Реколета. Большинство жителей района Бальванера живет в высотных домах. Плотность населения очень высока, и доля зеленых насаждений считается недостаточной. Снижается зеленое пространство площади Мизерере которое занимают  во многом уличные торговцы. Мавзолей президента Ривадавия, расположенный на площади, как правило, покрыт граффити; недавно построенный защитный забор вокруг улучшил внешний вид и состояние памятника.

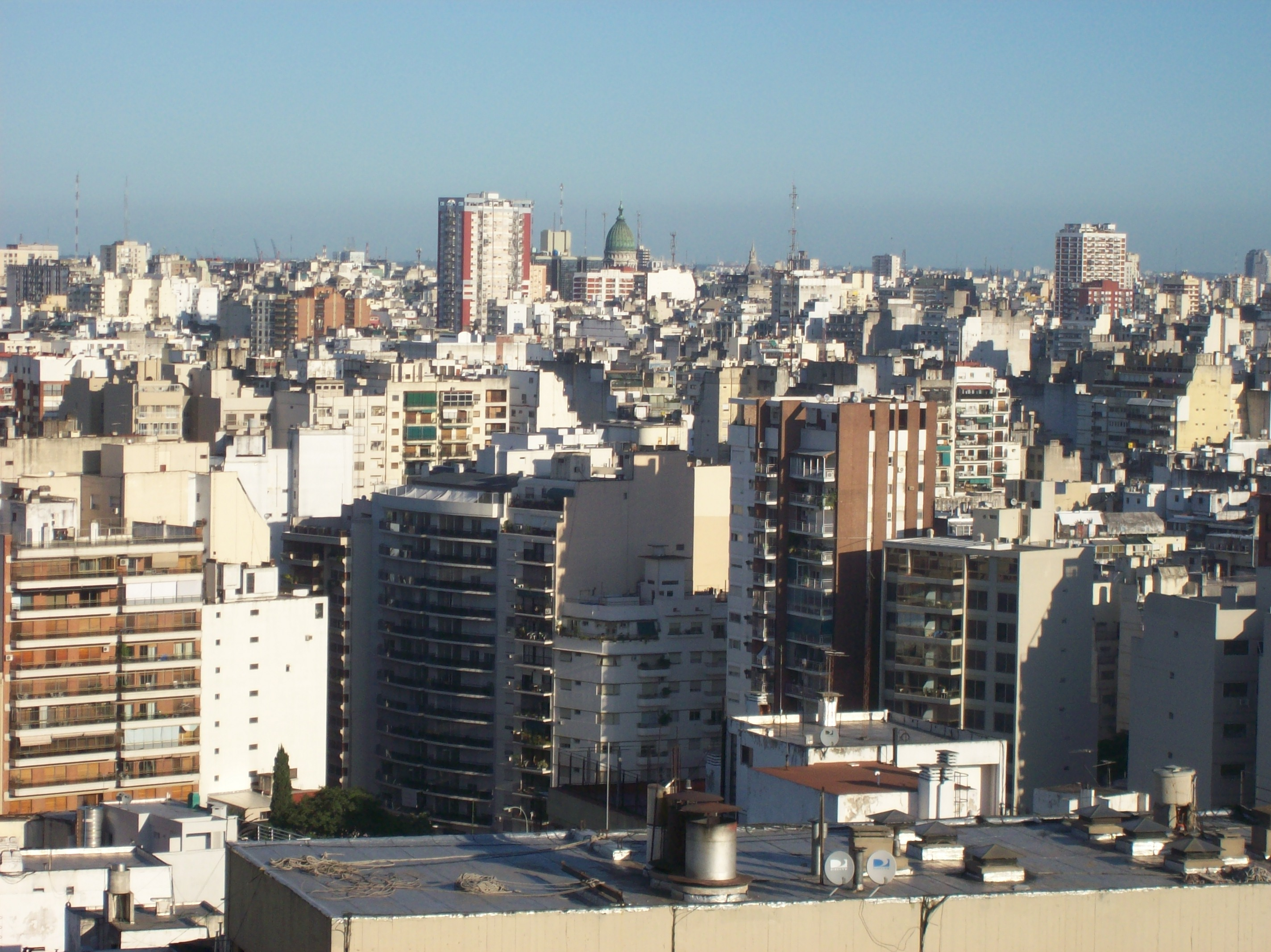
Компактное здание в районе Бальванера. Рядом здание Конгресса Аргентины.

Другое зелёное пространство города расположено на Plaza Primero de Mayo, на улицах Паско и Альсина. Эта земля была занята ранее занята протестантским кладбищем под названием «диссиденты».
Главные улицы Бальванера являются проспект Ривадавия, который пересекает город Буэнос-Айрес с востока на запад (все с севера на юг улицы переименовываются при пересечении Ривадавия) и Корриентес, главная торговая улица и улица развлечений в городе. В северной части района Бальванера находится факультет экономики Университета Буэнос-Айреса, в то время как на юге, на улице Независимости расположено главное здание факультета психологии того же университета. Многие частные университеты также имеют свои здания в районе Бальванера. Кроме того Больница Хосе Мария Рамос Мехия находится в этом районе.

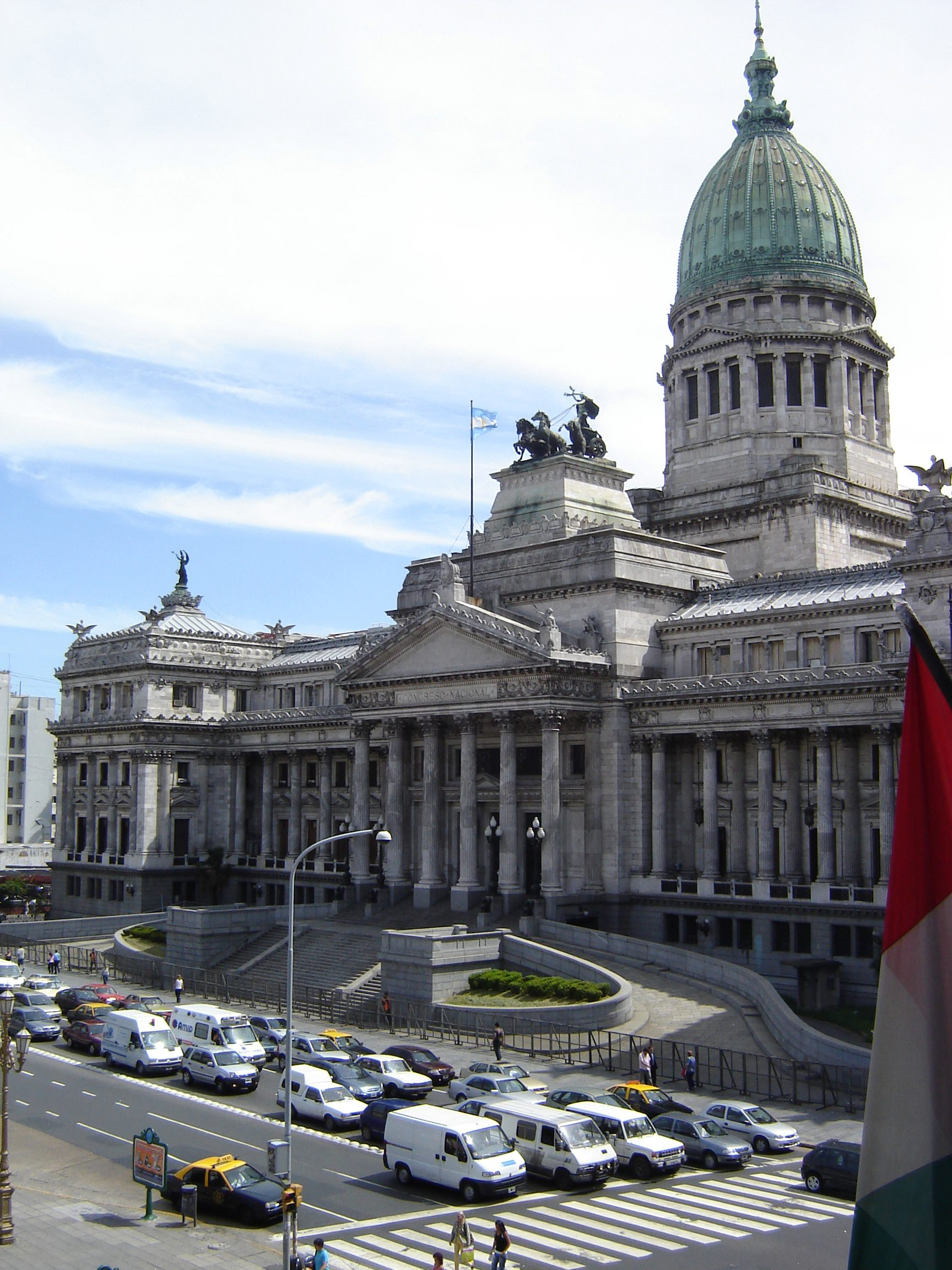
Здание Конгресса Аргентины.

## Архитектурные достопримечательности
Среди выдающихся архитектурных особенностей в районе Бальванера — это здание Национального Конгресса, неоклассический дворец с высоким куполом, был открыт в 1906 году, и старый Эль-Молино, на Кальяо, который был восстановлен несколько раз с момента его основания. Северо-западный угол Корриентес и Пуэйрредон, здесь находится с 1908 года здание академического стиля, цокольный этаж и девять этажей, построенное Жаком Дюнанаом (автор собора Сан-Исидро) и Гастоном Маллетом. Первый этаж занимают различные магазины. Здание состоит из двух уровней. Крыша увенчана куполом в сопровождении декоративной обработки.

## Культурные центры
Здания культуры в районе, сосредоточены на Авенида Корриентес там находится несколько театров и культурных центров, в том числе Касона дель Театро, расположенный на проспекте Корриентес с 1975 года; Apacheta Sala, расположенный на улице Паско 623; Фрай Мочо культурный центр, расположенный на Teniente General Perón 3644; популярный культурный центр Рикардо Рохас, занимающий крыло в престижном Университете Буэнос-Айреса, Театр 1/2 мира, Эмпайр театр, расположенного на улице Ипполито Иригойена.